# 8 TCN
Năm 8 TCN là một năm trong lịch Julius. 

## Mất
- Hiếu Thành Hứa hoàng hậu